# سعدان (أفلح اليمن)

تعديل مصدري - تعديل

سعدان هي إحدى قرى عزلة جياح بمديرية أفلح اليمن التابعة لمحافظة حجة، بلغ تعداد سكانها 115 نسمة حسب تعداد اليمن لعام 2004.